# Левашёв, Алексей Владимирович
Алексей Владимирович Левашёв (р. 3 апреля 1965, Хабаровск) — народный депутат СССР (1989—1991), депутат Законодательного собрания Санкт-Петербурга первого созыва.

## Биография

### Образование
Окончил экономический факультет Ленинградского государственного университета (1987), работал ассистентом кафедры политической экономии Ленинградского технологического
института.

### Политическая деятельность
В 1989—1991 годах — народный депутат СССР (самый молодой из всех избранных тогда народных депутатов), был избран от Колпинского избирательного округа города Ленинграда № 52. На выборах выступал с программой, предлагая отменить директивное планирование, установить жесткий государственный контроль над ценами и «сохранить исключительную меру наказания за экономические преступления наших мафиози». Был членом Комитетов Верховного совета СССР по законодательству и по вопросам экономической реформы, председателем подкомитета по вопросам правового обеспечения хозяйственной реформы.
В 1994—1998 годах был депутатом Законодательного собрания Санкт-Петербурга от избирательного округа № 49, являлся председателем комиссии по финансовым вопросам.
В мае 1996 года был кандидатом в губернаторы Санкт-Петербурга, получил 0,3 % голосов. В 1998 года неудачно баллотировался в Законодательное собрание Санкт-Петербурга второго созыва.

### Последующая работа
Работал заместителем директора Санкт-Петербургской школы ВОСВОД; сейчас занимается садоводством.

### Судебные процессы
6 ноября 1996 года был арестован по обвинению в участии в похищении человека и в развратных действиях в отношении несовершеннолетнего (юноши). В декабре 1997 года был признан виновным в попытке изнасилования (так как жертве было более 14 лет, то обвинение в развратных действия в приговоре не фигурировало) и приговорён к двум годам лишения свободы (проходивший по этому же делу его помощник Вячеслав Терехин получил 5 лет лишения свободы). Освобождён по амнистии.
Добиваясь отмены приговора, заявил, что следователи прокуратуры вымогали у него взятку за прекращение уголовного дела, а также украли у него 22 тысячи долларов. После этого ему были предъявлены новые обвинения — в клевете и заведомо ложном доносе.
Вновь предстал перед судом в качестве обвиняемого и в январе 2001 года был признан виновным в пособничестве в похищении, а также клевете и ложном доносе и приговорён к трем годам лишения свободы, но вновь был освобождён по амнистии. Обвинение в попытке изнасилования доказано не было.
В июле 2001 года городским судом Санкт-Петербурга была рассмотрена кассационная жалоба Левашёва. Он был признан виновным лишь в пособничестве в похищении, приговорён к 2 годам лишения свободы и амнистирован.
В марте 2006 года городской суд Санкт-Петербурга постановил прекратить уголовное дело по обвинению Левашёва в клевете и ложном доносе на работников правоохранительных органов.